# Chiesa delle Santissime Anime del Purgatorio
La chiesa delle Santissime Anime del Purgatorio si trova a Ragusa Ibla in piazza della Repubblica, meglio conosciuta come piazza degli Archi (per i ragusani semplicemente l'Archi) a causa degli archi di un acquedotto che sormontavano il quartiere fino al terremoto del 1693, da cui la chiesa uscì indenne. È edificata in stile tardo-barocco con un impianto basilicale a tre navate.

## Storia
La chiesa fu edificata su iniziativa della famiglia Mazza nella seconda metà del XVII secolo, dedicata a Tutti i Santi e alle Anime del Purgatorio, aperta al culto il 6 maggio 1658. Fu una delle poche chiese ragusane a resistere al terremoto del 1693, evento disastroso che mise in ginocchio i paesi del val di Noto e che fece crollare anche l'antico duomo di Ragusa Ibla, di cui oggi rimane solo il portale. Nel 1694 divenne chiesa sacramentale, ovvero tempio in cui si potevano amministrare i sacramenti per conto della chiesa di San Giovanni, l'attuale chiesa cattedrale, trasferitasi nel nuovo quartiere in costruzione nella contrada Patro, sopra il convento del Carmine.
Nel 1729 la chiesa e l'intero quartiere passarono sotto la giurisdizione della chiesa di San Giorgio, diventando inoltre chiesa sacramentale della stessa. Il campanile venne edificato nel primo quarto del XVIII secolo, separato dalla chiesa, e posto sopra un tratto delle mura bizantine del castello di Ragusa.
A causa delle ridotte dimensioni, sole due navate, nel 1740 la chiesa fu ricostruita con un impianto basilicale a tre navate, terminate da due cappelle e da un ampio presbiterio con abside. Nel 1757 venne terminata la facciata ma la chiesa fu riaperta al culto solo nel 1787, dopo la conclusione dei lavori nella zona presbiteriale.

## Descrizione

### L'esterno e la facciata
La facciata della chiesa delle Anime Sante, come anche quella molte altre chiese di Ragusa (lo stesso Duomo di San Giorgio) è caratterizzata da una ripida scalinata che ne valorizza e arricchisce il prospetto, costituita da due ordini coronati da un timpano. Il primo ordine è diviso in tre parti da colonne con capitelli corinzi che poggiano su alti basamenti. Nel settore centrale si trova il portale d'ingresso, con intagli a motivi vegetali, nel cui coronamento vi sono sculture raffiguranti le Anime Purganti. Nei settori laterali si trovano due finte porte, in cui il portale non presenta alcun ingresso per accedere alla chiesa, a significare che la via per il paradiso è una ed una sola. Sul fianco destro della chiesa, si trova un grande contrafforte ad arco che scavalca via Aquila Sveva, costruito probabilmente dopo il terremoto per sostenere l'edificio.

### Interno

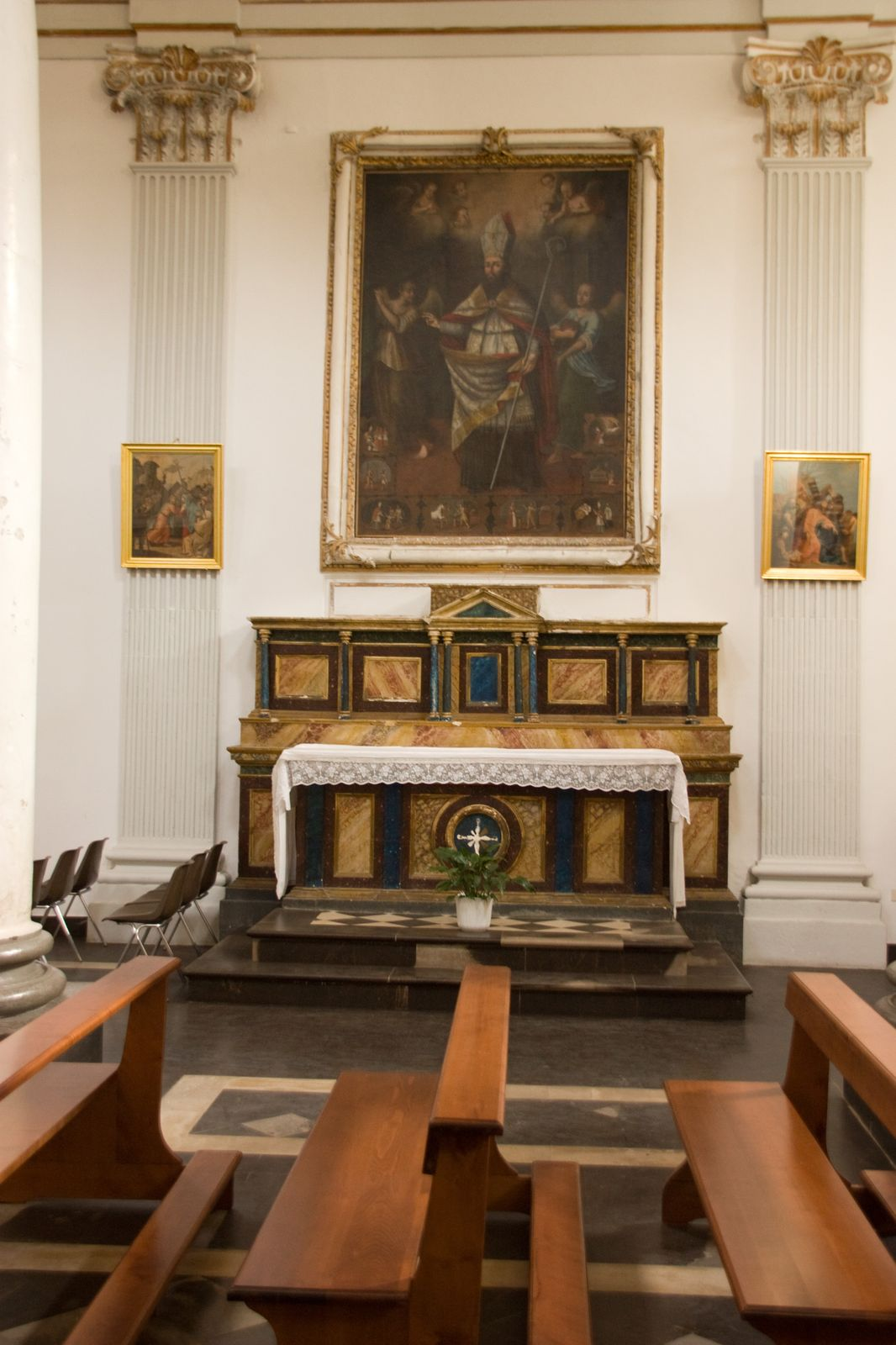
Sant'Eligio.

All'interno, dieci colonne in pietra con capitelli corinzi dividono le tre navate. Furono costruite su modello delle colonne della chiesa di San Giovanni nel 1741.
Nel cornicione delle navate laterali si trovano le caratteristiche sculture di teschi con le insegne di re, papi, cardinali e vescovi, a simboleggiare la caducità della ricchezza e la fallacità del potere terreno.

#### Navata destra
- Nicchia controfacciata: gruppo statuario raffigurante la Madonna del Carmelo ritratta con due Angeli e sovrastante quattro peccatori che la invocano dal Purgatorio. Acquasantiera.

- Prima campata: fonte battesimale e quadro raffigurante il Battesimo di Gesù, ambiente delimitato da balaustra in marmo rosso.
- Seconda campata: sull'altare il quadro raffigurante Sant'Aloi, opera proveniente dalla dismessa chiesa di San Paolo.
- Terza campata: Confessionali.
- Quarta campata: altare con quadro raffigurante la Madonna del Rosario opera attribuibile ad Antonio Manno.
- Quinta campata: sulla mensa la statua raffigurante l'Immacolata Concezione.

#### Navata sinistra
- Prima campata: quadro raffigurante San Cristoforo del 1768 e una statua di San Giovanni Bosco della scuola di Ortisei.
- Seconda campata: altare opera di maestranze siciliane. Tribuna ripartita su due ordini, le nicchie del primo livello ospitano tre statue a tutto tondo raffiguranti rispettivamente Sant'Agata, San Rocco e Santa Lucia (verosimilmente Santa Barbara identificabile per la presenza della torre tra gli elementi iconografici). Le due nicchie laterali, di dimensioni ridotte al pari delle statue, sono sormontate da altrettanti bassorilievi: si identifica una Vergine con Bambino a sinistra, e una Annunciazione a destra. Il secondo livello delimitato da volute comprende un'edicola sormontata da timpano triangolare, all'interno la raffigurazione del Battesimo di Gesù con angeli e la rappresentazione del Paraclito su raggiera.
- Terza campata: Alla parete il quadro Madonna con Bambino raffigurata tra Sant'Oliva e Sant'Omobono, confessionali.
  - Cantoria - pulpiti.
- Quarta campata: altare con quadro raffigurante la Sacra Famiglia, olio su tela opera di Tommaso Pollace del 1801.
- Quinta campata: passaggio sormontato da quadro settecentesco raffigurante Sant'Orsola, come cita la didascalia sotto il quadro. Il prof.Marco Grassi, studiando il dipinto, riscontrando una veduta di Messina con la falce del suo porto, e la bandiera tenuta dalla Santa con la croce d'oro in campo rosso, ha ritenuto di identificare il soggetto raffigurato con Santa Gerasina di Messina, zia di Sant'Orsola, martire a Colonia assieme ai figli nel V sec.[1][2]

#### Transetto
Absidiola destra: Cappella del Santissimo Sacramento. L'edicola sull'altare presenta il quadro raffigurante Santa Barbara proveniente dall'omonima chiesa dismessa.
Absidiola sinistra: Cappella del Santissimo Crocifisso. L'altare è delimitato da quattro colonne tortili ornate nella parte inferiore del fusto con palme e foglie. Sono presenti due statue una della Vergine Addolorata e l'altra di San Giovanni Evangelista che pregano un Gesù Crocifisso del 1769.
L'abside è sopraelevato di due gradini rispetto alla navata centrale. L'altare maggiore è in marmi policromi, delimitato da quattro colonne di stile corinzio. Nell'edicola il quadro raffigurante le Anime del Purgatorio ove sono ritratti la Madonna con il Cristo morto, San Giorgio e altri Santi, Profeti e Apostoli che intercedono presso la Santissima Trinità, dipinto del 1800, opera del palermitano Francesco Manno (detto Francescone, famoso per il ritratto di Pio VII e per gli affreschi al Quirinale).

## Opere
La chiesa custodisce opere d'arte provenienti da chiese vicine dismesse: tra esse un San Lorenzo proveniente dalla chiesa di San Paolo.
L'organo del 1883 è opera di Casimiro Allieri e Serassi Ferdinando II di Bergamo.

## Galleria d'immagini

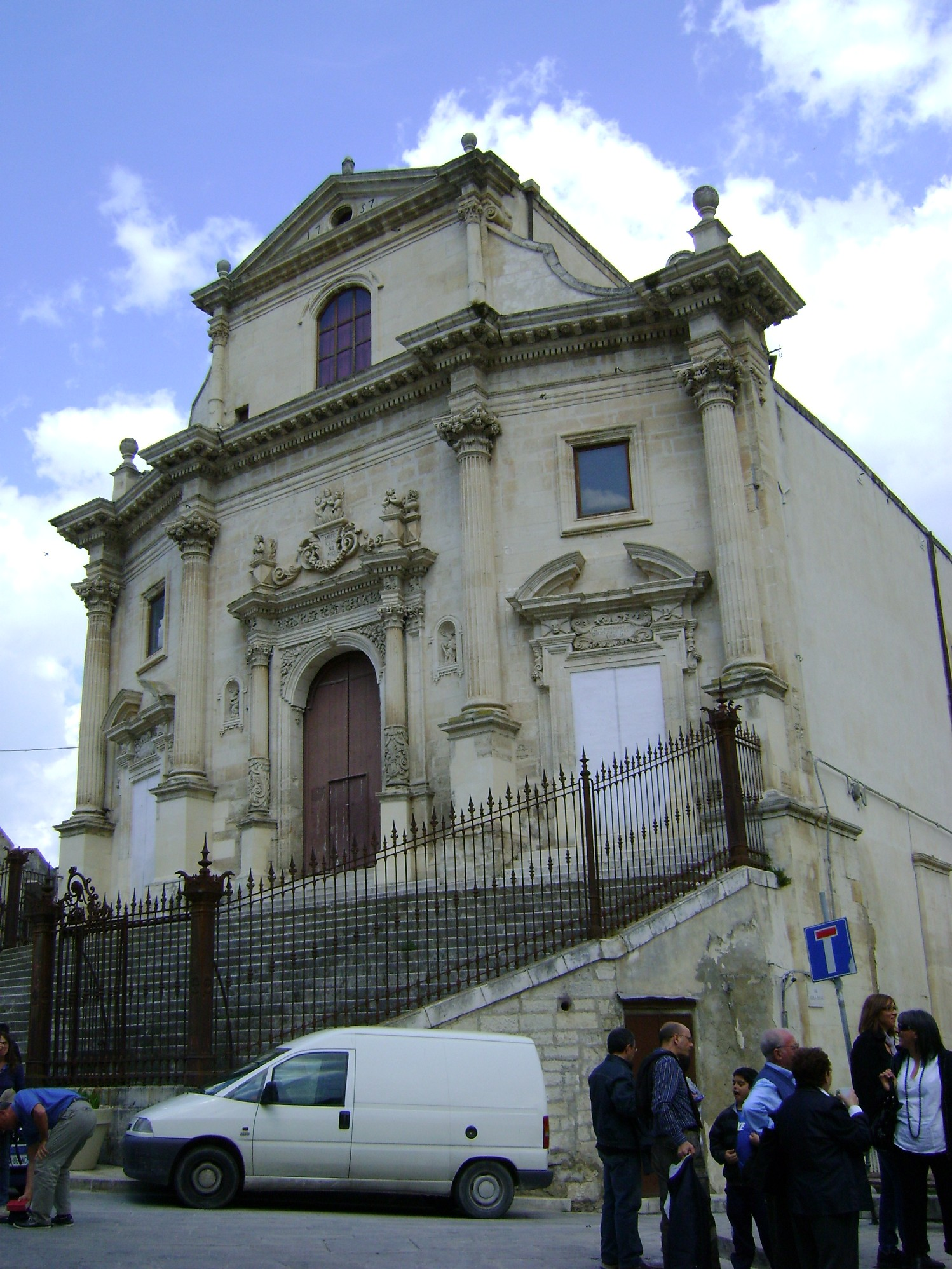
La facciata
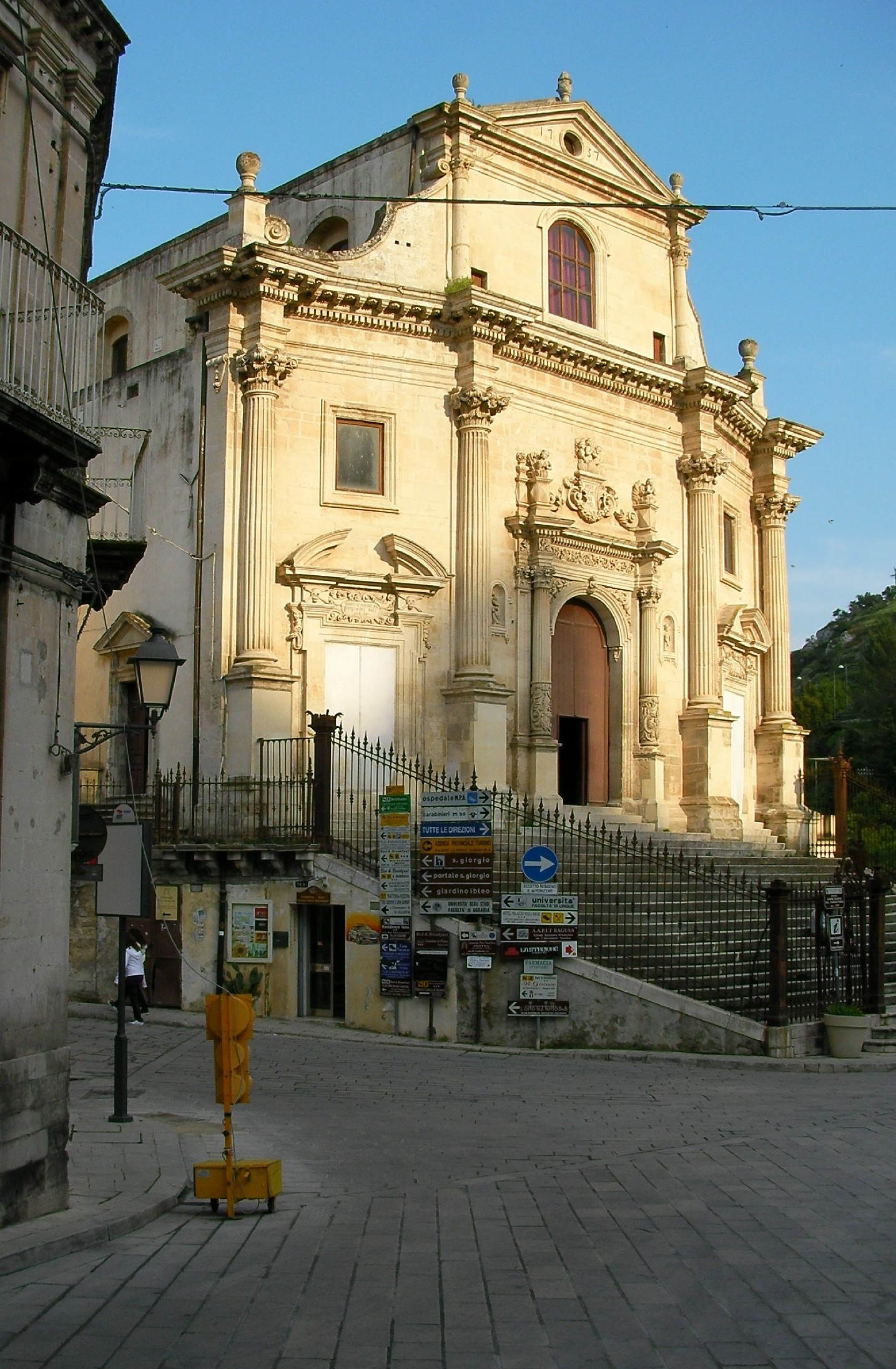
La facciata da un'altra prospettiva
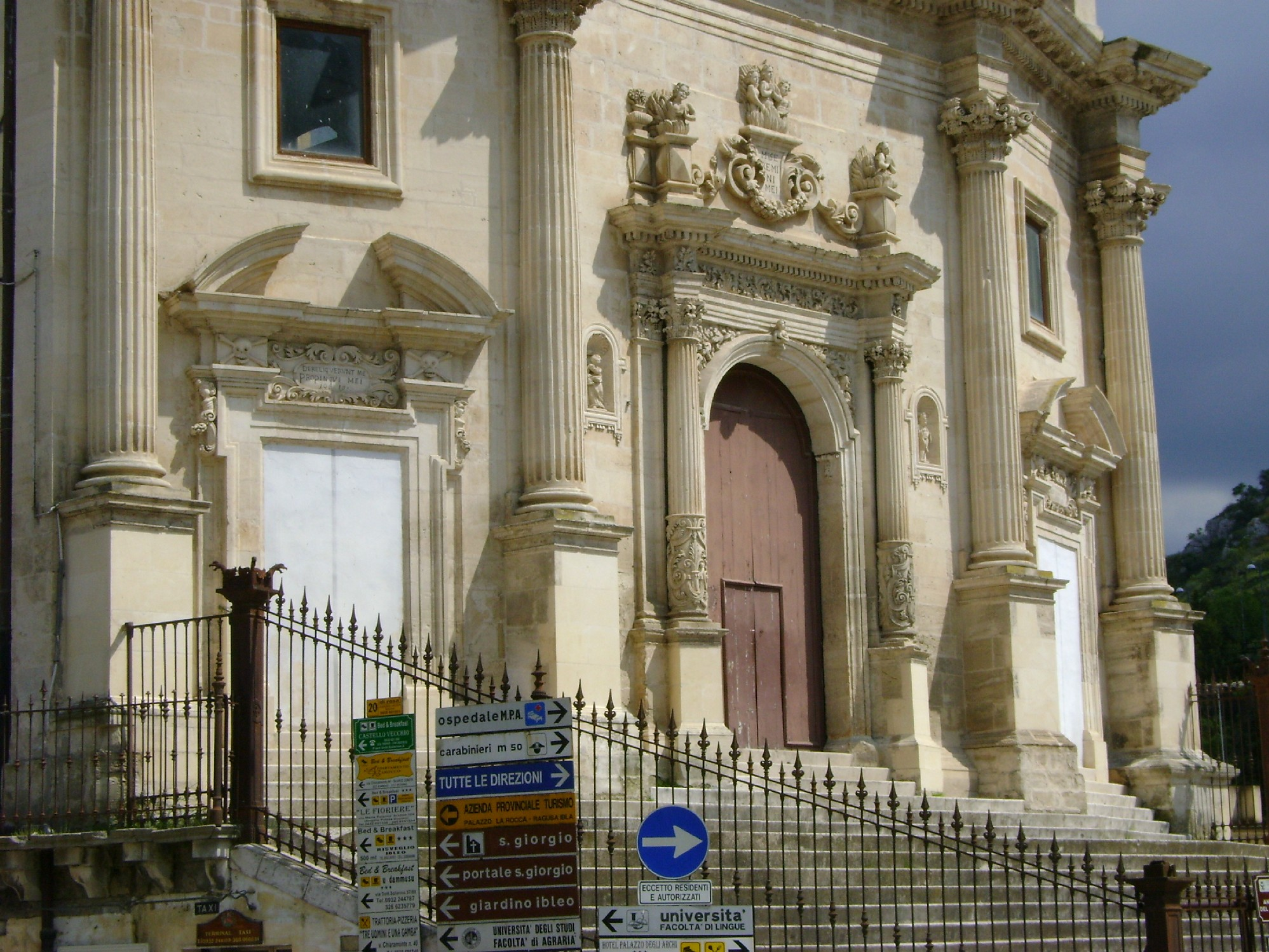
I tre portali